# Ledskovlar
Ledskovlar är vridbara skenor i vattenturbiner, med uppgift att variera det vattenflöde som släpps igenom turbinen. Ledskovlar förekommer i reaktionsturbiner av francis- och kaplantyp.
Förknippas ej med ledskenor, då dessa i regel är fasta skenor vars uppgift är att styra in vattnet mot ledskovlarna, samt att staga upp turbinen.